# Етика
Е́тика (лат. ethica < дав.-гр. ήθική, утворене від грец. ήθος — «звичай, характер») — розділ філософії або філософська наука, що вивчає мораль, суспільні норми поведінки, та концепції «правильної та неправильної поведінки».
Також, термін етика вживається як визначення норм поведінки, сукупності моральних правил певної суспільної чи професійної групи — професійна етика.
Етимологічно слово «етика» не пов'язане з «етикет».

## Історія етики

### Короткий огляд
- Термін вперше вжито Арістотелем як позначення особливої галузі дослідження «практичної» філософії, тому що вона намагається відповісти на питання: що ми повинні робити? Основною метою етики Арістотель називав щастя — діяльність душі в повноті чеснот, тобто самореалізацію. Самореалізація — це розумні вчинки людини, яка уникає крайнощів і тримається золотої середини.[джерело?] Тому основна чеснота — це помірність і розсудливість.

- В процесі розвитку етичних теорій філософи зустрілися зі значними труднощами в уніфікації термінології, тому що в різних теоріях оголошувалися базовими різні поняття, часто невизначені, суб'єктивні або суперечливі добро і зло.

- Більш того, в силу того факту, що етика розглядає індивідуальну мораль, що належить до захищених підсвідомістю механізмів, глибокий аналіз ускладнюється спрацьовуванням психологічного захисту, що блокує критичний аналіз підсвідомих установок.

- Особливості релігійних етичних систем полягають у тому, що в релігіях, що містять персоніфікованого бога, бог є об'єктом моралі, і базовими стають норми, імперативно оголошені релігією як божественні, етика суспільних відносин як система моральних зобов'язань відносно суспільства доповнюється (або підміняється) божественною етикою — системою моральних зобов'язань відносно бога, аж до того, що може вступати в конфлікт (іноді соціальний або навіть масовий) із суспільною мораллю.

- Слід мати на увазі, що дослідження етики проводяться, головним чином, умоглядно, дослідником на власному прикладі, і тому часто рясніють генералізацією особистих принципів та обмежень етики в цілому.

- Одним з основних недоліків сучасного стану етики як науки є практично повна відсутність методологічно коректних, об'єктивних досліджень етичного світогляду.

## Виникнення
Про виникнення етики як системи етичних норм не можна говорити в тому ж сенсі, в якому говорять про виникнення наук або філософії взагалі. Етика не створюється шляхом теоретичного інтересу до тієї чи іншої області дійсності, як більшість наук, вона обумовлюється самим фактом суспільного життя. Мораль не виникає в людському суспільстві в певний момент часу, але притаманна йому, в тій чи іншій формі, на всіх стадіях його розвитку. Скрізь і у всі часи воля людини, яка живе в суспільстві собі подібних, зв'язувалася моральними нормами найрізноманітнішого змісту, які мають вигляд звичаїв, релігійних чи державних усталень. У цьому сенсі мораль передує пізнанню і часто є навіть могутнім стимулом його розвитку: переважно в області моралі зароджується філософська думка. Моральне, яке усвідомлюється спочатку як безперечно прийнятне, вимагає з плином часу свого обґрунтування, як необхідних для досягнення розумом цілей. При цьому моральна телеологія неминуче призводить до філософської онтології: «належне» з'ясовується за допомогою філософського пізнання «сущого». Попри цей пріоритет моралі у розвитку громадської та індивідуальної людської свідомості, перші історично відомі спроби наукової етики виникають порівняно пізно, вже на ґрунті цілком ясно позначеної філософської космології. Якщо мораль як житейська мудрість громадських законодавців, слід визнати, існувала з самої глибокої давнини то мораль як філософську теорію можна констатувати тільки після Сократа.
Було б, однак, несправедливо зовсім заперечувати існування філософської етики у філософів досократівського періоду. Вона безсумнівно існувала у піфагорійців, у Геракліта й Демокрита, якщо не у вигляді закінченої системи, то як ряд узагальнень, що знаходяться в логічному зв'язку з їхнім метафізичним поглядом. У них же ми вперше знаходимо ті загальні етичні принципи, які були покладені в основу теорій пізніших моралістів.
Піфагорійці, в згоді зі своєю метафізикою чисел, ставили такими принципами гармонію, порядок і міру. На них засновували вони як фізичний, так і моральний устрій всесвіту. Відповідно до цього зло визнавалось відсутністю міри, вади — порушенням душевної симетрії. Геракліта слід визнати родоначальником етичного універсалізму. На думку Лассаля, вся етика Геракліта виражається в одній формулі: «відданість загальному». Бути моральним — значить, для Геракліта, бути причетним до єдиного Всесвітнього розуму. Морально-належне полягає у виконанні загального закону. Все індивідуальне, відірване від загального, приречене на загибель і розкладання.
У переконаннях Демокріта виявляється спорідненість матеріалізму з евдемонізмом. Вищим благом, на думку Демокріта, є щастя. Але істинне і міцне щастя дається тільки духовними радощами. Ця думка дає підставу бачити в Демокрітові провісника пізнішого епікурейства.
Діяльність софістів дала негативні результати для розвитку етики. Виставляючи своїм девізом умовність і суб'єктивізм у сфері пізнання і практики, софісти відкинули основні етичні принципи безумовно-належного, або цінного, і перетворили моральне в придатне чи бажане для тих або інших умовних цілей. Іноді їхня мораль приймала характер тривіальної добропорядності, як, наприклад, у відомій алегорії Продіка «Геркулес на роздоріжжі».
Моральна поведінка — це здатність особистості жити в суспільстві, серед людей, встановлювати з ними взаємини в рамках етичних норм, прийнятих в даному суспільстві.

### Реалістичний напрямок
Реалістичний напрямок етики, що виник на ґрунті філософії Сократа, можна розділити на два основних напрямки:
- Позитивний евдемонізм — вважає кінцевою метою існування та людської поведінки задоволення в тій чи іншій формі;
- Негативний евдемонізм — такою ж метою ставиться відсутність страждання.

Незважаючи на тотожність основного принципу — задоволення в формі позитивної або негативної величини, — обидва ці напрямки, за своїм життєвим результатом і відношенням до інших етичних принципів, істотно відрізняються.
Позитивний евдемонізм представлений гедоністичною школою кіренаїків і епікурейцями.

### Кант
Абсолютно нову постановку отримують етичні проблеми в Іммануїла Канта. Якщо гносеологія Канта залежить від філософії Юма, то в області моралі духовним батьком Канта безсумнівно був Руссо. «Що моральна цінність людини випливає з природного джерела, що вона не залежить від жодного облагороджування, жодного успіху в науках чи розвитку розуму, що можна в низькому і неосвіченому стані володіти тим, чого не може дати навіть високо розвинута наука і пізнання» — ось чому Кант, за його власним визнанням, навчився у Руссо і що увійшло в основу його власної етики. Вся моральність полягає в добрій волі виконати моральний закон. Сам закон має вирізнятися абсолютною всезагальністю. «Чини так, щоб правило твоєї волі завжди могло бути разом з тим і принципом загального законодавства» — свідчить моральний закон Канта (категоричний імператив). Ця формула докорінно відрізняє його мораль від попередніх етичних побудов, що спиралися завжди на певний емпірично визначений зміст. Будь-який такий зміст принципово виключається Кантом. У сфері належного не може бути жодних умовностей, нічого не залежить від тих чи інших конкретних цілей і причин. Безумовне моральне самовизначення неминуче призводить до найзагальнішої форми морального закону, в якому морально цінним є тільки його ж власний загальний і безумовний зміст. Представляючи щось абсолютно цінне, моральний закон робить настільки ж цінним і ту істоту, яке є його носієм і виконавцем, тобто людину. Таким чином, у Канта вимальовується друга абсолютна моральна цінність — людська особистість, що входить у зміст другої, конкретнішої формули морального закону: «роби так, щоб ти користувався людством, як у твоїй особі, так і в особі будь-кого іншого, не тільки як засобом, але в той же час і завжди як метою». Незважаючи на всю дотепність та загадкову архітектоніку кантівської етики, що сполучає в єдине ціле вимоги абсолютної чистоти морального самовизначення з евдемоністичним ідеалом вищого блага — головна цінність і значення її не як системи, а як абсолютно нової етичної точки зору. Новизна її полягає в рішучому проголошенні повної автономії морального закону, тобто незалежності його від тих чи інших психологічних і зовнішніх умов і цілей.
Цілком оригінальне також своєрідне гносеологічне значення цього закону у Канта, що робить його базисом ідеалістичного світогляду. До Канта належне визначалося з пізнання сутнього і можливого; Кант перший спробував обґрунтувати онтологічні ідеї свідомістю належного. Ця спроба має глибоке психологічне значення. Що світогляд кожної людини зумовлений значною мірою її прагненнями та етичною свідомістю — безперечний факт. Перетворюючи цей факт у філософську теорію, Кант встановив принциповий пріоритет моральної волі (практичного розуму) над теоретичним розумом.
Безумовність морального обов'язку перетворює його водночас у новий метафізичний принцип. Для теоретичного розуму вся реальність зводилася до феноменального буття, пов'язаного законом причинності; в моральному самовизначенні відкривається новий вид буття, вільного від причинності. Метафізичне значення цього принципу розкрито було докладніше тільки у Фіхте. Для Фіхте моральна воля є водночас розумною волею; в ній перемагається протилежна «я», ним же створена нерозумна природа. Згідно з цим, моральне існування є безперервним законодавством розумного створіння відносно самого себе.
Вищий критерій цього законодавства — індивідуальна совість. Мета моральності — повна свобода від усього того, що не є розумом, тобто повне подолання нерозумної природи. Оскільки мета ця недосяжна, то моральна діяльність є нескінченним прагненням до ідеалу абсолютної свободи.

### Ніцшеанство
Ніцшеанство — не що інше, як проповідь життя в ім'я життя. Життєва сила, свобода життєвих проявів та їхня внутрішня гармонія становлять основні принципи як етики Гюйо, так і Ніцше. Наріжне значення Ніцше в історії новітньої етики, розділене ним з Достоєвським, полягає в надзвичайній сміливості його морального скепсису. Вся нова етика, незважаючи на надзвичайне різноманіття її принципів, тяжіла все-таки до християнського світобачення, з його альтруїстичним і універсальним кодексом. Завданням майже всіх моралістів було за будь-яку ціну вивести зі своїх основних положень вимоги любові до ближнього та особистого самозречення. По суті ця вимога була апріорною, хоча і не завжди усвідомлюваною, передумовою майже всіх етичних систем. Ставши на точку зору радикального сумніву, Ніцше відкинув цю вимогу загальноприйнятої етики, як зовсім недоведений моральний забобон. Подібно до Декарта, Ніцше засумнівався у всіх визнаних до нього очевидних істинах і захотів в області етики почати з самого початку.
Незалежно від цінності його позитивних етичних поглядів, в його моральному скепсисі не можна не визнати відновлювальний момент в історії етичних навчань. Після Ніцше не можна вже відмахуватися психологічними теоріями, що показують, як з егоїзму або з інших внутрішніх стимулів виникають справедливість, співчуття, любов до ближнього, самопожертва та інші теоретично загальноприйняті принципи, а необхідно виправдати їх по суті, дати раціональне обґрунтування їх обов'язковості та перевазі перед протилежними їм людськими прагненнями. Сам Ніцше вирішував поставлену собою моральну проблему в дусі розвінчування традиційної моралі. В ім'я чого здійснив Ніцше це зверження — залишається, по суті, загадкою. Ідеал надлюдини не визначено ним настільки ясними рисами, щоб протиріччя його принципам християнської моралі уявлялося цілком очевидним. Якщо надлюдина є ідеалом життєвої сили, повноти і гармонії, то цей ідеал не може виключати нічого життєвого, багатого духовною силою. Не бачити цієї сили в християнській любові та самозреченні можна тільки за незнищенного бажання зробити переоцінку всіх моральних цінностей і що б то не було перемістити моральні полюси один на місце іншого. В цьому відношенні Гюйо спирається, по суті, на той же принцип, залишаючись цілком вільним від оригінальності свого однодумця. Втім, етика Ніцше не залишається вірною навіть своїй ворожнечі до християнства. Досить згадати його повний сили і краси гімн загибелі («я люблю тих, хто не вміє жити, не загинув, бо загибель їх є перехід до вищого» — «я вчу вас творити смерть, яка стає нагадуванням та обітницею»), щоб визнати частку справедливості в даній йому одним з новітніх письменників характеристиці «таємного учня Христа». Етика Ніцше є мораллю невизначеного майбутнього і, як така, може бути поставлена в якусь спорідненість з кожним моральним вченням, що погорджує зло теперішнього заради вищого ідеалу майбутнього. Вся слабкість етики Ніцше — в неясності ідеалу. З деякою ймовірністю цей ідеал може бути, однак, конструйованим з симпатій і антипатій Ніцше у сфері сьогодення. Швидше за все, це ідеал вільної краси, як внутрішньої єдності багатої обдарованої індивідуальності. Ніцше далекий від всіляких універсалістських тенденцій. Для нього індивідуум є щось самовизначуване, самоцінне. Індивідуум повинен бути вільним від усякого підпорядкування чому-небудь для нього зовнішньому. Саме цю вимогу і ставить мораль Ніцше в різкий антагонізм з будь-якою релігійною мораллю. Ворожнеча з Богом є, можливо, найщиріший і найпристрасніший заклик, що лежить в глибині всіх етичних поглядів Ніцше. Цікаву протилежність Ніцше представляє індивідуалізм Лютославського, розвинений ним у творі «Seelenmacht» і досить незвичний з яскраво вираженими альтруїстичними тенденціями. Своєрідне з'єднання еволюційної й утилітарної моралі представляє і етика Гефдінга, яка прагне звільнитися від усякого зв'язку з метафізичними і релігійними проблемами.
По суті Гефдінг повертається до евдемоністичного обґрунтування етики. Її основним принципом він ставить благополуччя (Wohlfart), наполягаючи, однак, на відміну цього принципу, відмову від загального щастя і користі утилітаристів. Під благополуччям слід зазначити все те, що служить задоволенню людської природи в її цілісності. Благополуччя позначає саме стан цілісності.
Миттєві почуття страждання і задоволення не дають критерію для оцінки цілісного стану. Благополуччя, як індивідуальне, так і суспільне, не є також чимось стійким і нерухомим: воно змінюється разом з розвитком і полягає в діяльності. Розуміючи благополуччя як мінливий і динамічний ідеал, Гефдінг усуває зі свого евдемонізму можливість гедонічної ситості і закостенілості. Навпаки, кожне дана моральна рівновага може бути порушена в ім'я вищої форми благополуччя, яка може бути куплена навіть ціною страждання. Незважаючи на умовність основного принципу, етика Гефдінга представляє вельми цінне дослідження, аналізує всі найважливіші питання суспільного та індивідуального життя і дає якщо не завжди глибоке, то у всякому разі ясне та психологічно тонке рішення.

### Етика Паульсена
У праці «System der Ethik» Паульсоном приведені до гармонійної єдності всі найважливіші риси новітньої етики. Паульсен називає свій етичний світогляд телеологічним енергетизмом. Під телеологією в етиці Паульсен розуміє точку зору, що оцінює вчинки як погані чи хороші на підставі тих результатів або цілей, до яких вони тяжіють за самою своєю природою. Цю точку зору Паульсен протиставляє формально-інтуїтивній, що оцінює дії безвідносно до їхніх результатів, на підставі чисто формальної вимоги чистоти морального спонукання. Паульсен показує недостатність такої формальної етики, що не має для оцінки дій ніякої точки опори. Безсумнівно, говорить Паульсен, що акт бажання блага ближньому отримує позитивну моральну оцінку саме тому, що він спрямований до певного факту, а саме до блага нашого ближнього. Навпаки, якщо наші дії тяжіють до результатів, в тому чи іншому сенсі деструктивних для життя, то вони саме в силу цієї обставини отримують іншу оцінку. Отже, тільки реальне значення наших вчинків для нашого власного життя і для наших оточуючих є ґрунтом, на якому можуть створюватися моральні цінності. Однак якщо таким шляхом визначаються загальні норми моральності, то з цього ще не випливає, що кожен окремий вчинок оцінюється виключно за його результатами. Кожне діяння, ставлячись до того чи іншого морального типу, може мати в кожному окремому випадку різне індивідуальне значення. Крадіжка для себе і крадіжка заради спасіння свого ближнього отримують різну оцінку в залежності від внутрішнього стимулу діяння. Взагалі, Паульсен розрізняє у вчинках, а в залежності від того — і в їхній оцінці, дві сторони: суб'єктивну і об'єктивну. Вчинки, які мають об'єктивно негативні наслідки, є завжди поганими, але якщо вони зроблені, крім того, з бажанням цих наслідків, вони характеризуються як злі. Добрими вчинками Паульсен називає направлені до життєвого блага як суб'єктивно, так і об'єктивно. Етичний енергетизм Паульсена полягає в розумінні блага як певного об'єктивного змісту буття і життєдіяльності. Тут Паульсен протиставляє свою точку зору гедонізму з його вищим благом задоволення. Моральне благо є завжди певний життєвий зміст, до якого задоволення або незадоволення приєднується як вторинне і з моральної точки зору несуттєве. Взагалі, незгодні психологи стверджували, що нормальна діяльність людини визначається прагненням до задоволення або позбавлення від страждань. Але людина перш за все прагне до здійснення тих дій, які відповідають її природі. Вона їсть не заради задоволення голоду, а для підтримки свого існування. Взагалі кожна життєва сила і потреба прагне здійснити той чи інший життєвий зміст, не запитуючи, до чого призведе це прагнення — до задоволення або страждання. Якщо нормальні функції життя перетворюються іноді в засоби досягнення насолоди, то сама природа жорстоко карає за таке збочення її дійсних цілей. Отже, тільки життя з його об'єктивними відносинами, з його різноманітним матеріальним і ідейним змістом є тим, що може бути названо благом. Благо життя полягає саме в його повноті та вільному розкритті всіх функцій. Однак ідеал морального блага має різний зміст в залежності від тих життєвих форм, до яких він належить: треба розрізняти благо індивідуума, благо нації, держави, людства. Благо людства є вища ідея емпіричної етики. Їй підпорядковані приватні види блага індивідуумів і народів, але підпорядковані не як байдужі кошти, а як органічні частини. Але за цим моральним горизонтом намічаються віддаленіші і вищі моральні цілі. Людство — лише одна ланка всесвітнього життя: воно тяжіє до вищого морального блага — Бога. Тільки в релігії етика отримує своє завершення. Втім, та релігійність, яка повинна бути пов'язана з істинним етичним настроєм, визначається Паульсеном надзвичайно широко.
Релігійність — говорить він, примикаючи до Шлейермахера — є відчуття благоговіння перед нескінченним, а також впевненість у тому, що основою і кінцевою метою світу є абсолютне благо. Уявлення і поняття, у які наділяється це почуття, є другорядними і гинуть під вмістом релігійності. Одним з блискучих пунктів етики Паульсена є роз'яснення єзуїтського принципу «мета виправдовує засоби». Цей принцип не істинний, якщо під метою розуміють не вище моральне благо, а ту чи іншу приватну мету. Його хибність полягає також і в тому внутрішньому протиріччі, яке він звичайно отримує на практиці. Справа в тому, що ніщо в житті, а особливо в людських відносинах, не є лише засобом, але завжди виявляється в тій чи іншій мірі і метою. Тому, наприклад, вбивство людини заради спасіння своїх ближніх недозволене, оскільки цією дією здійснюється, між іншим, аморальна мета, а саме загибель людини, яка лише софістично підводиться під поняття засобу. При правильному розумінні цього положення ніколи не може бути, щоб засіб, що само по собі погано, служив для вищої моральної мети. Вище моральне благо досяжне тільки хорошими засобами — і якщо під метою розуміти саме це благо, то підступна формула отримує значення безперечної істини. Звичайно, єзуїтська практика була далека від такого розуміння по суті вірного принципу. У сфері соціальних питань Паульсен виявляє дипломатичну тенденцію. І тут він оцінює можливі рішення з точки зору загальної доцільності. Швидше ставлячись негативно до соціал-демократичного руху, він визнає правильність поставленої вимоги справедливішого розподілу життєвих цінностей. Однак такий розподіл не вимагає тих корінних реформ, які постулюються соціал-демократією. Проведення в життя соціал-демократичної програми представило б надзвичайні труднощі і могло б виявитися вкрай деструктивним історичним експериментом, що мав би результатом крах тих самих ідеалів, до яких прагне соціал-демократична партія (розвиток культури та індивідуальна свобода). Взагалі соціальне питання не є тільки питанням політики і державного життя, але головним чином це питання моралі, приватного господарського життя та індивідуальних відносин. Універсальних засобів для його вирішення немає. Воно повинно вирішуватись в кожному приватному господарстві. Кожен роботодавець повинен усвідомлювати свої обов'язки відносно свого робочого або раба. Ідея справедливості та її громадської доцільності повинна бути внутрішньо засвоєні всім громадським організмом — а це досягається, у всякому разі, не шляхом одних лише зовнішніх реформ.

### Етика Об'єднання
Виникла як відповідь на кризу сучасних морально-етичних понять і зростання соціального хаосу в суспільстві. У філософії Об’єднання етика визначається як сукупність норм поведінки, яких мають дотримуватися члени сім’ї, щоб утворити гармонійну «сімейну чотирьохпозиційну основу» (Бог – батько – мати – діти). Саме тому етика розглядається як «об’єктивна норма» – зовнішній порядок любові в сім’ї. Порушення цього сімейного порядку, особливо у сфері любові й сексуальності, трактуються як головне джерело суспільного хаосу. Адже розгортаючись назовні, сімейна етика проєктується на всі рівні соціальної взаємодії – від корпоративної до державної.
У такий спосіб концепція етики філософії Об’єднання виконує подвійну функцію: вона пропонує теоретичну альтернативу матеріалістичним чи індивідуалістичним ціннісним системам і водночас окреслює практичний шлях творення «суспільства істинної любові», де всі люди ставляться одне до одного як брати й сестри. Особливістю етики Об'єднання є її всеохоплюючий характер – оскільки людина є центром гармонії земного і духовного світів, майбутнє етичне суспільство охоплюватиме не тільки земний, а й духовний світ.

## Сучасний стан етики
- Сучасність призводить з одного боку до релятивізації етики (нігілізм), а з іншого боку — до розширення поля «етичного»: поняття добра поширюється на взаємовідносини з природою (біоцентрична етика, див. також живу етику Реріха) та наукові експерименти (біоетика).
- На хвилі фемінізму етика отримала гендерне тлумачення, замість абстрактної гуманності або людяності (критика яких досягла апогею в постмодерністській концепції «смерті людини») чесноти групуються по опозиції мужності та жіночості.
- Альбертом Швейцером висунутий принцип благоговіння перед життям, що базується на етиці ненасильства Льва Толстого і Махатма Ганді.
- Розроблена міжрелігійна етика Баха. Особливе місце займає монографія Тейяра де Шардена «Феномен людини», що поєднує традиційну етику з теорією еволюції.
- Заслуговує уваги буддистсько-матеріалістична концепція Ціолковського з формулою рівноваги добра і зла у всесвіті, що має своїм корінням Зороастрійські погляди.
- Становлення постіндустріального, або інформаційного суспільства стимулює розвиток такої гілки прикладної етики, як інформаційна етика.

## Класифікація етичних цінностей
- Головні людські цінності, які більшою чи меншою мірою входять у всі інші етичні цінності (цінність життя, свідомості, діяльності, страждання, сили, свободи волі, передбачення, цілеспрямованості);
- Чесноти (справедливість, мудрість, сміливість, самовладання, любов до ближнього, правдивість і щирість, вірність і відданість, доброта і співчуття, довіра і віра, скромність і смиренність, цінність поводження з іншими);
- Більш приватні етичні цінності (любов до найдальшого, здатність дарувати іншим своє духовне надбання, цінність особистості, любов, спрямована на ідеальну цінність чужої особистості).

## Напрямки і розділи етики
- Агафологія
- Біоетика
- Нейроетика
- Автономна і гетерономна етика
- Етика вчинку
- Етика цінностей
- Інформаційна етика
- Аналітична етика, Метаетика
- Нормативна етика
- Соціальна етика
- Гуманістична етика
- Прикладна етика
- Дискусійна етика[джерело?]

Професійна етика:
- Бізнес-етика[9]
- Адміністративна етика* Екологічна етика
- Економічна етика
- Етичний банкінг
- Комп'ютерна етика
- Медична етика
- Юридична етика
- Екологічна деонтологія
- Етика клінічних досліджень

## Етика державних службовців
Норми поведінки осіб, уповноважених на виконання функцій держави або місцевого самоврядування, під час виконання ними службових повноважень та порядок притягнення їх до відповідальності за порушення таких норм визначає Закон України «Про запобігання корупції».

## Етика в психології
Етика, згідно з «теорією потягів» Леопольда Сонді, є одним з базових спонукальних чинників, зміст якого об'єднує в собі всі правила, переконання, що мають обмежувальний характер, тобто те, що робити забороняється.